# Jaime Castells
Jaime Castells y Montestruch (Montevideo, 4 de agosto de 1844 - Montevideo, 31 de enero de 1915) fue un poeta, periodista y comerciante uruguayo.

## Biografía
Hijo y nieto de catalanes, oriundos de San Baudilio de Llobregat, su padre era un destacado empresario barcelonés que contrajo matrimonio con una joven uruguaya, hija de padre catalán y madre criolla. Provenía de una familia numerosa y cuatro de sus hermanas (Bernardina, María, Josefina y Lola), también nacidas en Montevideo, se establecieron en Cataluña junto a su padre, Jaime Castells y Comas.
Vivió en el barrio de Ciudad Vieja de Montevideo, cerca de la Plaza Matriz y de la iglesia del mismo nombre. La crisis de 1890 afectó su economía severamente y posteriormente, animado por algunos amigos publicó en 1893 su libro de poemas "Sonetos por JACK. Siluetas y pinceladas", el cual fue prologado por Daniel Muñoz bajo su seudónimo "Sansón Carrasco". Algunos de sus poemas también fueron publicados en la revista Rojo y Blanco. Si bien era miembro del entonces existente Partido Constitucional, figuró en las listas del Partido Colorado. Trabajó en varias editoriales, y varios de sus artículos periodísticos aparecieron en diarios locales como El Siglo.
Formó parte de Comisión Nacional de Comercio y de la Comisión de Corredores, junto al empresario español Emilio Reus.
Se casó con Laura Carafí y Zas y tuvo ocho hijos, muchos de los cuales se dedicaron a la política. El escritor, diplomático y político Adolfo Castells fue su nieto.

## Obra
- Sonetos por JACK. Siluetas y pinceladas (con prólogo El Siglo. A. Barreiro y Ramos Editor. Montevideo, 1893)
- Poesías (Tipografía Jaime Vives. Barcelona)
- Notas Rimadas (Tipografía Jaime Vives. Barcelona)